# Borovice u Hartenberku
Borovice u Hartenberku je památný strom, který se nachází na severní straně ostrohu nad Dolinskym potokem, východně od zámku Hartenberg (též Hartenberk) v okrese Sokolov v Karlovarském kraji, v lese nad pravým břehem řeky Svatavy asi 135 m sz. od železniční zastávky Hřebeny. Borovice lesní (Pinus sylvestris) je nejsilnější památnou borovicí v Čechách, kmen se ve dvoumetrové výšce dělí na dva samostatné vrcholy, které jsou srostlé do výšky 6 m. Strom má měřený obvod 380 cm, výšku 30,5 m (měření 2005). Za památný byl vyhlášen v roce 2005. Je zároveň uveden na seznamu významných stromů Lesů České republiky.

## Stromy v okolí
- Borovice u Svatavy
- Smrk pod Hartenberkem
- Klenový troják v Hřebenech
- Hřebenské lípy
- Buky u černé kapličky
- Stříbrný javor v Husových sadech